# Trospio
El trospio es vendido bajo la marca Sanctura entre otras. Es un medicamento utilizado para tratar los síntomas de la vejiga hiperactiva. Este medicamento se toma por vía oral. Los efectos comienzan a notarse en 7 días.
Los efectos secundarios de este medicamento incluyen sequedad de boca, dolor abdominal y estreñimiento; otros efectos secundarios pueden incluir retención urinaria, agitación y anafilaxia. La seguridad de este medicamento durante el embarazo no está clara. Es un agente antimuscarínico con efectos mínimos sobre el sistema nervioso central. Actúa provocando la relajación del músculo liso de la vejiga.
Este medicamento fue patentado en 1966 y aprobado para uso médico en 1974. Está disponible como medicamento genérico. En el Reino Unido, un mes de medicación le cuesta al NHS aproximadamente 6 libras esterlinas en 2021. En Estados Unidos esta cantidad cuesta alrededor de 30 dólares estadounidenses.